# Omidiyeh (flygbas i Iran)
Omidiyeh är en flygbas i Iran. Den ligger i den centrala delen av landet, 600 km söder om huvudstaden Teheran. Omidiyeh ligger 26 meter över havet.
Terrängen runt Omidiyeh är mycket platt. Runt Omidiyeh är det ganska tätbefolkat, med 62 invånare per kvadratkilometer. Närmaste större samhälle är Rāmshīr, 13,7 km nordväst om Omidiyeh. Trakten runt Omidiyeh är ofruktbar med lite eller ingen växtlighet.